# Terre et Fondation
Terre et Fondation (titre original : Foundation and Earth) est un roman de science-fiction écrit par Isaac Asimov, paru en 1986. Il est le dernier volume du cycle de Fondation.

## Résumé

### Enquête à Comporellon
Golan Trevize est tourmenté par son choix (voir Fondation foudroyée), car il juge que l’appartenance à un superorganisme constitue la perte de l’intimité et la disparition de l’individualité (comme Hari Seldon en son temps). Il ne voit cependant aucune meilleure solution.
Dom, un Gaïen, lui assure que celui-ci peut être modifié, mais Golan sent que le fait qu'il n'ait pas encore trouvé la Terre, alors que c'était sa première mission, a quelque chose à voir avec cette incertitude. S'il voulait initialement la localiser c'est parce que toutes les informations la concernant ont été effacées, ce qui suppose qu'elle cache quelque chose... Il repart donc avec Janov Pelorat et Joie pour terminer sa quête, mais l’atmosphère est tendue entre lui, qui s’indigne contre les désavantages de Gaïa, et Joie, qui en vante les mérites. Par ailleurs on peut noter que la relation entre Janov et Golan s'harmonise, et on peut la comparer à la complicité qui peut s'installer avec le temps entre un père et son fils, un disciple et son mentor.
Ils décident donc de commencer leurs recherches en visitant le secteur de Comporellon, un des plus vieux secteurs de la galaxie. Munn Li Compor, ancien ami de Golan Trevize, leur avait dit qu’ils pourraient y trouver la planète des origines. Cependant, une légende du secteur affirme que la Terre est maintenant inhabitable à cause de sa radioactivité.
Arrivés à Comporellon, les héros se font arrêter par le gouvernement local car Harlan Branno, Maire de la Fondation, est à la recherche du vaisseau gravitique, à la fine pointe de la technologie, que la Fondation avait prêté à Golan Trevize pour compléter sa mission. Avec l’aide de Joie, qui inhibera certains tabous de Mitza Lizalor, la ministre des transports de Comporellon, Golan Trevize se servira de son charme pour assouvir ses instincts ainsi que ceux de Mitza Lizalor et ainsi l’amadouer pour pouvoir poursuivre sa quête avec son vaisseau.
Mais avant de repartir, les trois héros rencontreront un chercheur de Comporellon du nom de Vasil Deniador, qui leur révèlera une de ses découvertes : les coordonnées de trois planètes colonisées par les « Spatiens », descendants de la toute première vague de colons à avoir quitté la Terre.

### Les mondes spatiaux
Les trois héros explorent alors les trois planètes colonisées par les « Spatiens ».
Sur le premier monde, Aurora, ils sont attaqués par des chiens sauvages, qui semblent être devenus l'espèce dominante de ce monde après son abandon.
Sur le deuxième monde, Solaria, ils atterrissent sur le domaine de Sarton Bander. Solaria est peuplée par environ douze cents êtres hermaphrodites capables de canaliser une partie de l'énergie de sa planète. Ils s'en servent pour alimenter leur domaines immobiliers respectifs, en particulier leurs très nombreux robots. Sarton Bander leur explique le fonctionnement de Solaria puis s'apprête à les tuer pour que Solaria reste inconnue et isolée du reste de l'humanité. Ils échappent de justesse à la mort grâce à Gaïa/Joie qui tue Bander, et emmènent avec eux Fallom, l'enfant de Bander.
Sur le troisième monde, Melpomenia, lui aussi déserté, ils retrouvent notamment les coordonnées des cinquante mondes spatiens. Grâce à elles, ils sont capables de déterminer la région où se situerait la Terre (les cinquante mondes ayant été colonisés plus ou moins en même temps, la Terre devrait être proche du centre géométrique de ces coordonnées). Ils se rendent donc sur une planète de ce secteur qui s'avère finalement ne pas être la Terre mais Alpha, orbitant autour de l'étoile double Alpha du Centaure. Ils atterrissent sur une planète quasi exclusivement maritime, dont une île est peuplée d'êtres humains ne disposant pas de technologie avancée. Les habitants les accueillent chaleureusement et leur disent que cette planète s'appelle Nouvelle-Terre. Mais en réalité ils leur ont inoculé une bactérie mortelle, ils attendent juste le retour des pêcheurs pour prendre la décision collective d'activer la bactérie. Une jeune femme le leur apprend après avoir été émue par de la musique jouée par Fallom. Ils quittent donc cette planète.

### La Terre / Dénouement et révélations finales
Les protagonistes trouvent enfin la Terre, mais comme ils le redoutaient, elle a été réduite à l’état de désert radioactif. Suivant son intuition, Golan Trevize décide de chercher les réponses à ses questions à la surface de la Lune. Ils y découvrent le robot humaniforme R. Daneel Olivaw, qui leur révèle avoir orchestré la suppression des informations relatives à l’existence de la Terre ainsi qu’avoir organisé en sous-main la création de Gaïa, constituée à l'origine de robots dirigés par leurs Trois lois de la robotique.  R. Daneel Olivaw, étant télépathe, a pu générer de lui-même une loi zéro de la robotique prenant le pas sur la première et ayant pour vocation de protéger l'Humanité fut-ce au détriment d'un ou plusieurs humains.
Le robot explique qu'il a mis en place les événements de Fondation foudroyée car il était incapable de choisir entre le plan Seldon et Galaxia, une généralisation de Gaïa à toute la Galaxie. Une fois le choix fait, il a attiré le groupe à cet endroit car il souhaite à la fois dissiper tous les doutes de Golan et assurer sa propre survie pour encore quelques siècles afin de mettre en place Galaxia. Il a besoin pour cela de faire fusionner son cerveau avec celui de Fallom, l’enfant récupéré sur Solaria. Celle-ci accepte, et Golan Trevize réalise que la psychohistoire et le plan Seldon reposent, en plus des deux axiomes connus (nombre assez important d’individus et absence d’informations sur l’étude pour ceux-ci), sur un troisième considéré comme évident : celui que l'Homme est la seule espèce intelligente de la Galaxie. Il prend aussi conscience que sa Galaxie n’est pas la seule, qu’elle est accessible par l’hyperespace, et que seule une union totale dans la paix comme le propose Galaxia sera efficace pour assurer son éventuelle défense contre des envahisseurs extragalactiques. Tous les doutes sont levés : Galaxia est le meilleur futur possible pour la Galaxie, le plan Seldon est donc abandonné...
Il termine sa réflexion par une inquiétante interrogation sur le fait que Fallom, « hermaphrodite, transductive, différente », représente peut-être déjà un envahisseur non-humain qui pourrait prendre le pouvoir...

## Terre et Fondationdans l’œuvre d'Asimov
Terre et Fondation est la conclusion des deux grands cycles d'Isaac Asimov : le cycle des robots et le cycle de Fondation. C'est donc l'apothéose de l'immense fresque historique d'Asimov, courant sur 20 000 ans.
La quête du passé des personnages permet à l'auteur de faire référence à pratiquement toutes ses œuvres, y compris certaines qui ne sont pas censées se dérouler dans l'univers réuni des Robots et de Fondation (La Fin de l'Éternité et Quand les ténèbres viendront).
Cependant, la question finale sur le risque que représente le/la jeune hermaphrodite laisse cette fin ouverte, sans conclusion définitive.

## Considérations astrophysiques
Terre et Fondation a été écrit en 1986, à une époque où aucune planète n’avait été détectée en dehors du système solaire (pour mémoire, la première exoplanète, 51 Pegasi b, n’a été découverte qu’en 1995). Les connaissances astrophysiques sur les systèmes planétaires étaient alors purement théoriques, et ne disposaient que d’un unique point de comparaison, le système solaire.
Dans leur quête de la Terre, Golan Trevize, Janov Pelorat et Joie utilisent des hypothèses que Janov Pelorat a déduites des mythes qu’il a étudiés, notamment la présence d’un satellite plus gros que la moyenne. Janov Pelorat estime que cela pourrait expliquer la grande biodiversité que devait abriter, selon lui, la planète des origines. Cette hypothèse n’est pas dénuée de fondement. Des recherches récentes menées par l’équipe de Jacques Laskar suggèrent que la présence d’un satellite géant — la Lune — aurait stabilisé l’axe de rotation de la Terre. Cette stabilisation de l’axe de rotation aurait favorisé la régularité du cycle saisonnier, et aurait ainsi laissé le temps à l’évolution naturelle de produire des espèces adaptées à leur milieu sans qu’elles soient soumises à des changements trop brusques.
Dans la cinquième partie, chapitre 14, section 60, Golan Trevize déclare en parlant des planètes géantes qu’« elles sont toujours présentes à grande distance de l’étoile autour de laquelle elles orbitent ». La découverte de nombreuses planètes géantes très proches de leur étoile, que l’on appelle les jupiters chauds,  met à mal cette affirmation, même s’il est possible que la sur-représentation statistique actuellement observée ne soit qu’un biais observationnel dû aux techniques de détection utilisées jusqu’à présent (principalement la technique de vélocimétrie radiale).